# Prix Finlandia Junior
Le Prix Finlandia Junior (finnois : Finlandia Junior -palkinto) créé en 1997 est décerné pour les œuvres de littérature pour enfants et jeunes adultes en Finlande.
Le prix est décerné annuellement par l'association des éditeurs finlandais (fi).

## Liste des lauréats
| Récipiendaires du Prix Finlandia Junior |                                  |                                       |                          |
| Année                                   | Auteur                           | Livre                                 | Électeur                 |
| 1997                                    | Alexis Kouros                    | Gondwanan lapset                      |                          |
| 1998                                    | Leena Laulajainen                | Kultamarja ja metsän salaisuudet      |                          |
| 1999                                    | Kari Levola                      | Tahdon                                |                          |
| 2000                                    | Tomi Kontio                      | Keväällä isä sai siivet               | Riitta Uosukainen        |
| 2001                                    | Kira Poutanen                    | Ihana meri                            | M. A. Numminen           |
| 2002                                    | Raili Mikkanen                   | Ei ole minulle suvannot               | Päivi Lipponen           |
| 2003                                    | Arja Puikkonen                   | Haloo kuuleeko kaupunki               | Kirsti Mäkinen           |
| 2004                                    | Riitta Jalonen                   | Tyttö ja naakkapuu                    | Jukka Kajava             |
| 2005                                    | Tuula Korolainen                 | Kuono kohti tähteä                    | Matti Ranin              |
| 2006                                    | Timo Parvela, Virpi Talvitie     | Keinulauta                            | Jukka Virtanen           |
| 2007                                    | Aino Havukainen et Sami Toivonen | Tatun ja Patun Suomi                  | Inkeri Näätsaari         |
| 2008                                    | Esko-Pekka Tiitinen              | Villapäät                             | Maria Kaisa Aula         |
| 2009                                    | Mari Kujanpää                    | Minä ja Muro                          | Marko Vilhelm Vuoriheimo |
| 2010                                    | Siri Kolu                        | Me Rosvolat                           | Hannu-Pekka Björkman     |
| 2011                                    | Vilja-Tuulia Huotarinen          | Valoa valoa valoa                     | Paula Vesala             |
| 2012                                    | Christel Rönns                   | Det vidunderliga ägget                | Mari Rantasila           |
| 2013                                    | Kreetta Onkeli                   | Poika joka menetti muistinsa          | Jarno Leppälä            |
| 2014                                    | Maria Turtschaninoff             | Maresi. Punaisen luostarin kronikoita | Johanna Vuoksenmaa       |